# Dieren in nesten
Dieren in nesten was een Vlaams televisieprogramma dat wordt uitgezonden op Eén. Het programma ging over de dierenwereld, met reportages uit dierentuinen, dierenartsenpraktijken, opvangcentra etc. Het werd gepresenteerd en ingesproken door Chris Dusauchoit. Het programma debuteerde in 1999 als "Dierenkliniek", maar werd in 2001 omgedoopt tot "Dieren in Nesten". In 2015 kwam een einde aan het programma.

## Inhoud
Het programma behandelde telkens één groot thema rond dieren waarbij Dusauchoit zelf een handje probeerde toe te steken. Dit langer thema werd tussendoor afgewisseld met kortere reportages.
Enkele andere rubrieken uit de geschiedenis van het programma:
- Dierennieuws: dieren die in het nieuws kwamen, worden opnieuw opgezocht om te kijken hoe het er nu mee gaat.
- Zoo was het vroeger: aanvankelijk een rubriek met oude beelden uit de Zoo van Antwerpen, nadien gewoon met oude beelden van hoe er vroeger met wilde dieren werd omgegaan.
- Dierenartsen: beelden uit de praktijk of van het veldwerk van een dierenarts of de dierenkliniek van de Universiteit Gent. Dierenartsen die geregeld aan bod kwamen, zijn onder meer Inge Van de Vannet en Johan Devalez.
- Natuurhulporganisaties: veldwerk van organisaties zoals het Natuurhulpcentrum in Opglabbeek en Vogelbescherming Vlaanderen.
- Dieren in nesten bouwt!: ideeën voor het helpen van inheemse diersoorten.
- Safari in Zuid-Afrika: Dusauchoit wordt door wildparkbeheerder Steve Dell begeleid bij het beheer van het Zuid-Afrikaanse Pilanesberg Wildreservaat.
- Stichting AAP: beelden uit het opvangcentrum voor chimpansees en archiefbeelden van de organisatie.
- Operatie lynx/wolf: de reportagemakers gingen op zoek naar een lynx in België, maar vonden bij hun zoektocht per toeval een wolf.
- Jong leven: in de eerste seizoenen de vaste afsluiter, waarin jonge dieren in beeld werden gebracht.
- Asieldier: na Jong leven een aantal jaar de vaste afsluiter, waarin telkens een dier ter adoptie wordt voorgesteld.
- De nachtshift: veldwerk om inheemse dieren te observeren.
- Expeditie in nationaal park Kaziranga te India: Dusauchoit gaat op zoek naar een Bengaalse tijger in het wild.
- Katten volgen met behulp van een camera rond de hals.
- Dieren die naar Dieren in nesten kijken observeren.
- Filmen van een natuurgebied met een drone.
- Reportages uit allerlei Belgische en Nederlandse dierentuinen, zoals Pairi Daiza, Planckendael, ZOO Antwerpen, Safaripark Beekse Bergen, Sea Life Centre Blankenberge en De Zonnegloed.